# 김창남 (교수)

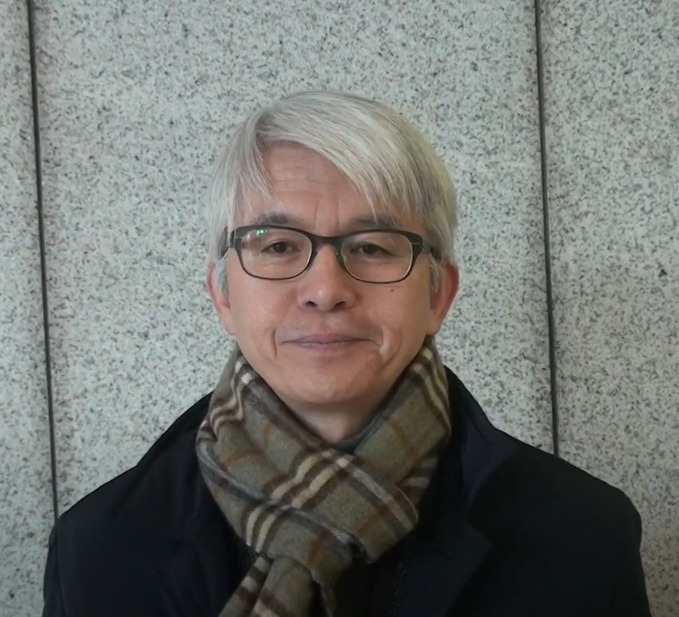
김창남의 2014년 모습

김창남은 한국대중음악상 심사위원장이자 성공회대 교수이다. 서울대학교 경영학과를 졸업하고 동 대학원 신문학과에서 석사학위 및 박사학위를 취득하였다. 서울대학교 노래패 메아리(노래패) 출신으로 노찾사 1집에 참여하였으며 한국대중음악상 제정을 주도하여 1회부터 계속 심사위원장으로 일하고 있다. 성공회대학교 신문방송학과 교수(1996~)이며 대중문화를 주로 연구하고 있다. 월간지 《말》과 《사회평론》의 기획위원과 편집위원 등으로 활동하였다.

## 저서
- 김창남 (1998). 《대중문화의 이해》. 한울아카데미.
- 김창남, 편집. (2012). 《대중음악의 이해》. 한울아카데미.
- 김창남 (2021). 《한국 대중문화사》. 한울아카데미.
- 김창남 (2015). 《나의 문화편력기》. 정한책방.